# Promozione Friuli-Venezia Giulia 1985-1986
Nella stagione 1985-1986 la Promozione era sesto livello del calcio italiano (il massimo livello regionale). Qui vi sono le statistiche relative al campionato in Friuli-Venezia Giulia.
Il campionato è strutturato in vari gironi all'italiana su base regionale, gestiti dai Comitati Regionali di competenza. Promozioni alla categoria superiore e retrocessioni in quella inferiore non erano sempre omogenee; erano quantificate all'inizio del campionato dal Comitato Regionale secondo le direttive stabilite dalla Lega Nazionale Dilettanti, ma flessibili, in relazione al numero delle società retrocesse dal Campionato Interregionale e perciò, a seconda delle varie situazioni regionali, la fine del campionato poteva avere degli spareggi sia di promozione che di retrocessione.

## Squadre partecipanti
| Squadra                 | Città (provincia)            | Stagione 1984-1985                        |
| ----------------------- | ---------------------------- | ----------------------------------------- |
| A.S. Centro del Mobile  | Brugnera (PN)                | 1º in Prima Categoria, gir. A. Promosso   |
| A.C. Cordenonese        | Cordenons (PN)               | 11º in Promozione                         |
| A.S. Cormonese          | Cormons (GO)                 | 4º in Promozione                          |
| A.S. Cussignacco        | Udine                        | 2º in Promozione                          |
| S.A.S. Juniors          | Casarsa della Delizia (PN)   | 9º in Promozione                          |
| A.C. Monfalcone         | Monfalcone (GO)              | 6º in Promozione                          |
| U.S. Orcenico Sanvitese | San Vito al Tagliamento (PN) | 7º in Promozione                          |
| U.S. Pasianese          | Pasian di Prato (UD)         | 8º in Promozione                          |
| A.C. Pieris             | Pieris (GO)                  | 5º in Promozione                          |
| G.S. Portuale           | Trieste                      | 12º in Promozione                         |
| A.C. Pro Aviano         | Aviano (PN)                  | 16º in Interregionale, gir. D. Retrocessa |
| U.C. Pro Cervignano     | Cervignano del Friuli (UD)   | 14º in Interregionale, gir. D. Retrocessa |
| S.S. Sacilese           | Sacile (PN)                  | 3º in Promozione                          |
| S.S. Sangiorgina        | San Giorgio di Nogaro (UD)   | 1º in Prima Categoria, gir. B. Promosso   |
| SPAL Cordovado          | Cordovado (PN)               | 10º in Promozione                         |
| U.S. Tarcentina         | Tarcento (UD)                | 13º in Promozione                         |

## Classifica finale
|  | Pos. | Squadra            | Pt | G  | V  | N  | P  | GF | GS | DR  |
|  | ---- | ------------------ | -- | -- | -- | -- | -- | -- | -- | --- |
|  | 1.   | Pro Cervignano     | 41 | 30 | 16 | 9  | 15 | 28 | 14 | +14 |
|  | 2.   | Juniors Casarsa    | 38 | 30 | 14 | 10 | 6  | 34 | 21 | +13 |
|  | 3.   | Sangiorgina        | 36 | 30 | 11 | 14 | 5  | 24 | 16 | +8  |
|  | 4.   | Cordenonese        | 35 | 30 | 10 | 15 | 5  | 25 | 20 | +5  |
|  | 5.   | Cormonese          | 33 | 30 | 10 | 13 | 7  | 24 | 22 | +2  |
|  | 6.   | Sacilese           | 33 | 30 | 10 | 13 | 7  | 33 | 25 | +8  |
|  | 7.   | Orcenico Sanvitese | 33 | 30 | 12 | 9  | 9  | 29 | 26 | +3  |
|  | 8.   | Centro del Mobile  | 31 | 30 | 7  | 17 | 6  | 26 | 22 | +4  |
|  | 9.   | Pasianese          | 30 | 30 | 7  | 16 | 7  | 19 | 19 | 0   |
|  | 10.  | Monfalcone         | 26 | 30 | 7  | 12 | 11 | 26 | 28 | -2  |
|  | 11.  | Portuale Trieste   | 26 | 30 | 7  | 12 | 11 | 28 | 32 | -4  |
|  | 12.  | Tarcentina         | 26 | 30 | 6  | 14 | 10 | 27 | 36 | -9  |
|  | 13.  | Cussignacco        | 26 | 30 | 6  | 14 | 10 | 20 | 35 | -15 |
|  | 14.  | SPAL Cordovado     | 25 | 30 | 7  | 11 | 12 | 24 | 33 | -9  |
|  | 15.  | Pro Aviano         | 23 | 30 | 5  | 13 | 12 | 26 | 37 | -11 |
|  | 16.  | Pieris             | 18 | 30 | 3  | 12 | 15 | 24 | 41 | -17 |

- confronti diretti fra squadre a pari punti:
  - Cormonese 6 punti, Sacilese 5; O.Sanvitese 1
  - Monfalcone 8 punti, Portuale 6; Tarcentina 5 (reti 4-6, camp. -9), Cussignacco 5 (reti 4-6, camp. -15)

### Risultati
| andata     | 1ª giornata                | ritorno    |
| 22.09.1985 |                            | 19.01.1986 |
| 1-1        | Monfalcone - P.Aviano      | 1-2        |
| 2-1        | Juniors - Portuale         | 1-0        |
| 0-0        | Cormonese - P.Cervignano   | 2-3        |
| 0-0        | SPAL - Cordenonese         | 0-3        |
| 1-1        | Pasianese - Sacilese       | 0-1        |
| 2-2        | CentroMobile - O.Sanvitese | 1-1        |
| 0-0        | Tarcentina - Sangiorgina   | 0-3        |
| 2-2        | Cussignacco - Pieris       | 1-1        |

| andata     | 4ª giornata                | ritorno    |
| 13.10.1985 |                            | 09.02.1986 |
| 1-1        | Portuale - Cussignacco     | 1-1        |
| 1-0        | O.Sanvitese - Tarcentina   | 1-1        |
| 1-0        | P.Cervignano - Juniors     | 0-2        |
| 1-1        | P.Aviano - SPAL            | 0-1        |
| 1-0        | Sangiorgina - Cormonese    | 0-0        |
| 0-0        | Cordenonese - CentroMobile | 0-0        |
| 1-0        | Pieris - Pasianese         | 1-2        |
| 0-0        | Sacilese - Monfalcone      | 0-1        |

| andata     | 7ª giornata               | ritorno    |
| 03.11.1985 |                           | 02.03.1986 |
| 1-2        | Monfalcone - Portuale     | 1-1        |
| 1-1        | Juniors - O.Sanvitese     | 2-1        |
| 1-1        | Cormonese - Cordenonese   | 1-0        |
| 1-1        | SPAL - P.Cervignano       | 0-1        |
| 2-2        | Pasianese - P.Aviano      | 1-1        |
| 2-1        | CentroMobile - Sacilese   | 0-0        |
| 1-0        | Tarcentina - Pieris       | 3-1        |
| 1-0        | Cussignacco - Sangiorgina | 1-1        |

| andata     | 10ª giornata              | ritorno    |
| 24.11.1985 |                           | 06.04.1986 |
| 3-1        | Juniors - SPAL            | 0-1        |
| 0-0        | O.Sanvitese - Sangiorgina | 0-1        |
| 1-1        | P.Cervignano - Sacilese   | 1-0        |
| 1-0        | Cordenonese - P.Aviano    | 1-0        |
| 1-1        | Pieris - Portuale         | 2-2        |
| 0-0        | CentroMobile - Cormonese  | 1-2        |
| 0-0        | Tarcentina - Pasianese    | 0-0        |
| 0-2        | Cussignacco - Monfalcone  | 1-1        |

| andata     | 13ª giornata               | ritorno    |
| 15.12.1985 |                            | 27.04.1986 |
| 0-0        | Juniors - Pasianese        | 0-1        |
| 1-1        | O.Sanvitese - Sacilese     | 0-1        |
| 1-1        | P.Aviano - Portuale        | 1-1        |
| 2-1        | Sangiorgina - Pieris       | 2-1        |
| 1-0        | Cormonese - Monfalcone     | 0-1        |
| 1-1        | SPAL - Tarcentina          | 1-3        |
| 0-0        | Cordenonese - P.Cervignano | 0-0        |
| 2-0        | CentroMobile - Cussignacco | 1-1        |

| andata     | 2ª giornata               | ritorno    |
| 29.09.1985 |                           | 26.01.1986 |
| 0-0        | Portuale - Pasianese      | 0-2        |
| 0-1        | O.Sanvitese - Cormonese   | 1-2        |
| 2-0        | P.Cervignano - Monfalcone | 3-2        |
| 1-2        | P.Aviano - Cussignacco    | 1-0        |
| 2-1        | Sangiorgina - Juniors     | 0-1        |
| 1-1        | Cordenonese - Tarcentina  | 2-2        |
| 1-1        | Pieris - CentroMobile     | 0-0        |
| 0-1        | Sacilese - SPAL           | 1-0        |

| andata     | 5ª giornata                | ritorno    |
| 20.10.1985 |                            | 16.02.1986 |
| 1-1        | Monfalcone - Cordenonese   | 1-2        |
| 3-0        | Juniors - Pieris           | 1-2        |
| 1-0        | Cormonese - Sacilese       | 0-2        |
| 1-1        | SPAL -Sangiorgina          | 0-1        |
| 0-0        | Pasianese - O.Sanvitese    | 1-1        |
| 3-0        | CentroMobile - Portuale    | 0-1        |
| 1-1        | Tarcentina - P.Aviano      | 1-0        |
| 1-0        | Cussignacco - P.Cervignano | 1-0        |

| andata     | 8ª giornata                | ritorno    |
| 10.11.1985 |                            | 09.03.1986 |
| 2-0        | Portuale - Cormonese       | 0-0        |
| 2-1        | O.Sanvitese - Monfalcone   | 1-2        |
| 1-0        | P.Cervignano - Tarcentina  | 0-1        |
| 2-1        | P.Aviano - Juniors         | 0-0        |
| 1-0        | Sangiorgina - CentroMobile | 1-1        |
| 2-0        | Cordenonese - Pasianese    | 1-1        |
| 1-1        | Pieris - SPAL              | 0-2        |
| 1-0        | Sacilese - Cussignacco     | 1-0        |

| andata     | 11ª giornata              | ritorno    |
| 01.12.1985 |                           | 13.04.1986 |
| 0-0        | Monfalcone - Pasianese    | 0-1        |
| 1-0        | Juniors - CentroMobile    | 1-1        |
| 0-0        | Sangiorgina - P.Aviano    | 1-2        |
| 0-0        | SPAL - Cormonese          | 1-3        |
| 0-2        | Cordenonese - O.Sanvitese | 2-1        |
| 0-0        | Pieris - P.Cervignano     | 0-2        |
| 1-0        | Sacilese - Portuale       | 1-3        |
| 1-1        | Tarcentina - Cussignacco  | 0-0        |

| andata     | 14ª giornata             | ritorno    |
| 22.12.1985 |                          | 04.05.1986 |
| 0-1        | Portuale - O.Sanvitese   | 0-0        |
| 1-1        | Monfalcone - SPAL        | 1-0        |
| 1-1        | P.Cervignano - P.Aviano  | 1-0        |
| 2-1        | Pasianese - CentroMobile | 0-0        |
| 0-1        | Pieris - Cordenonese     | 0-1        |
| 1-1        | Sacilese - Sangiorgina   | 0-0        |
| 2-3        | Tarcentina - Juniors     | 0-2        |
| 0-0        | Cussignacco - Cormonese  | 0-1        |

| andata     | 3ª giornata                 | ritorno    |
| 06.10.1985 |                             | 02.02.1986 |
| 1-2        | Monfalcone - Pieris         | 1-1        |
| 1-0        | Juniors - Cordenonese       | 1-1        |
| 2-1        | Cormonese - P.Aviano        | 1-1        |
| 2-3        | SPAL - Portuale             | 0-1        |
| 0-1        | Pasianese - Sangiorgina     | 1-1        |
| 0-0        | CentroMobile - P.Cervignano | 0-2        |
| 1-1        | Tarcentina - Sacilese       | 0-3        |
| 1-2        | Cussignacco - O.Sanvitese   | 0-1        |

| andata     | 6ª giornata               | ritorno    |
| 27.10.1985 |                           | 23.02.1986 |
| 1-1        | Portuale - Tarcentina     | 0-2        |
| 1-3        | O.Sanvitese - SPAL        | 2-1        |
| 1-0        | P.Cervignano - Pasianese  | 0-0        |
| 0-1        | P.Aviano - CentroMobile   | 0-0        |
| 1-1        | Sangiorgina - Monfalcone  | 0-0        |
| 0-0        | Cordenonese - Cussignacco | 0-0        |
| 0-1        | Pieris - Cormonese        | 0-1        |
| 1-1        | Sacilese - Juniors        | 1-1        |

| andata     | 9ª giornata               | ritorno    |
| 17.11.1985 |                           | 16.03.1986 |
| 1-0        | Portuale - P.Cervignano   | 0-2        |
| 2-0        | Monfalcone - Tarcentina   | 2-0        |
| 0-1        | P.Aviano - O.Sanvitese    | 0-1        |
| 1-0        | Sangiorgina - Cordenonese | 0-0        |
| 0-0        | Cormonese - Juniors       | 1-1        |
| 1-1        | SPAL - CentroMobile       | 1-1        |
| 0-0        | Pasianese - Cussignacco   | 2-1        |
| 2-2        | Sacilese - Pieris         | 1-1        |

| andata     | 12ª giornata               | ritorno    |
| 08.12.1985 |                            | 20.04.1986 |
| 1-2        | Portuale - Cordenonese     | 4-0        |
| 1-0        | O.Sanvitese - Pieris       | 1-0        |
| 1-0        | P.Cervignano - Sangiorgina | 1-0        |
| 2-2        | Cormonese - Tarcentina     | 1-1        |
| 0-1        | Pasianese - SPAL           | 0-1        |
| 1-0        | CentroMobile - Monfalcone  | 0-0        |
| 0-1        | Cussignacco - Juniors      | 0-1        |
| 1-4        | P.Aviano - Sacilese        | 2-5        |

| andata     | 15ª giornata               | ritorno    |
| 12.01.1986 |                            | 11.05.1986 |
| 1-0        | Juniors - Monfalcone       | 1-1        |
| 2-0        | O.Sanvitese - P.Cervignano | 0-2        |
| 1-1        | P.Aviano - Pieris          | 3-2        |
| 0-0        | Sangiorgina - Portuale     | 2-1        |
| 0-1        | Cormonese - Pasianese      | 1-1        |
| 0-0        | SPAL - Cussignacco         | 1-3        |
| 0-0        | Cordenonese - Sacilese     | 3-1        |
| 3-1        | CentroMobile - Tarcentina  | 3-2        |

## Coppa Italia Dilettanti
| Squadra 1                                                                                            | Totale          | Squadra 2              | Andata | Ritorno |
| --- | --------------- | ---------------------- | ------ | ------- |
| PRIMO TURNO 1 e 8 settembre 1985                                                                     |                 |                        |        |         |
| Pro Aviano                                                                                           | 4 - 0           | Cordenonese            | 2 - 0  | 2 - 0   |
| Centro del Mobile                                                                                    | 1 - 1 gfc       | Sacilese               | 1 - 1  | 0 - 0   |
| SPAL Cordovado                                                                                       | 2 - 2 (1-4 dcr) | Orcenico Sanvitese     | 1 - 1  | 1 - 1   |
| Juniors Casarsa                                                                                      | 3 - 1           | Pasianese              | 2 - 0  | 1 - 1   |
| Cussignacco                                                                                          | 1 - 0           | Tarcentina             | 0 - 0  | 1 - 0   |
| Sangiorgina                                                                                          | 2 - 1           | Pro Cervignano         | 1 - 0  | 1 - 1   |
| Pieris                                                                                               | 0 - 4           | Cormonese              | 0 - 2  | 0 - 2   |
| Monfalcone                                                                                           | 1 - 0           | Portuale Trieste       | 1 - 0  | 0 - 0   |
| SECONDO TURNO 15 e 18 settembre 1985                                                                 |                 |                        |        |         |
| Sacilese                                                                                             | 2 - 1           | Pro Aviano             | 1 - 0  | 1 - 1   |
| Juniors Casarsa                                                                                      | 3 - 2           | Orcenico Sanvitese     | 1 - 1  | 2 - 1   |
| Cussignacco                                                                                          | 1 - 0           | Cormonese              | 0 - 0  | 1 - 0   |
| Monfalcone                                                                                           | 2 - 1           | Sangiorgina            | 1 - 0  | 1 - 1   |
| col Terzo Turno le 4 squadre superstiti si incrociano con le squadre provenienti dalle altre regioni |                 |                        |        |         |
| TERZO TURNO 4 e 18 dicembre 1985                                                                     |                 |                        |        |         |
| (Lombardia/C) Leno                                                                                   | 2 - 0           | Sacilese               | 2 - 0  | 0 - 0   |
| (Veneto/B) Fulgor Salzano                                                                            | 1 - 2           | Juniors Casarsa        | 1 - 1  | 0 - 1   |
| (Veneto/B) Vedelago                                                                                  | 2 - 3           | Cussignacco            | 1 - 3  | 1 - 0   |
| Monfalcone                                                                                           | 2 - 3           | Abano Terme (Veneto/A) | 1 - 2  | 1 - 1   |
| QUARTO TURNO 5 e 19 febbraio 1986                                                                    |                 |                        |        |         |
| (Veneto/B) Liventina                                                                                 | 4 - 3           | Juniors Casarsa        | 2 - 2  | 2 - 1   |
| Cussignacco                                                                                          | 2 - 1           | Abano Terme (Veneto/A) | 1 - 1  | 1 - 0   |
| QUINTO TURNO 9 e 23 aprile 1986                                                                      |                 |                        |        |         |
| (Lombardia/C) Leno                                                                                   | 5 - 0           | Cussignacco            | 3 - 0  | 2 - 0   |